# Nacław (województwo zachodniopomorskie)
Nacław (niem. Natzlaff) – wieś w Polsce położona w województwie zachodniopomorskim, w powiecie koszalińskim, w gminie Polanów.
W latach 1975–1998 miejscowość administracyjnie należała do województwa koszalińskiego.

## Zabytki
Na listę zabytków Narodowego Instytutu Dziedzictwa wpisany jest zespół pałacowy z przełomu XIX-XX w., nr rej.: A-2055 z 15.01.1977: pałac i park. 
Zespół obejmuje eklektyczny pałac rodziny von Sendenów z 1914-1917 oraz rozległy park dworski. Parterowy pałac kryty dachem mansardowym czterospadowym z lukarnami. Od frontu w centralnym miejscu piętrowy ryzalit z frontonem i z głównym wejściem. Nad wejściem kartusz z herbami: barona Karla von Senden (po lewej) oraz Nanny Luitgarde Constantine von Blumenthal (po prawej). Budynek powiększają skrajne ryzality i facjatka na osi krótkiej, boczny ryzalit schodkowy oraz ganek poniżej facjatki. Po prawej stronie wysunięte piętrowe skrzydło z czołem do frontu. Najbardziej ozdobna jest zachodnia ściana szczytowa przesłonięta pseudoportykiem z korynckimi kolumnami.

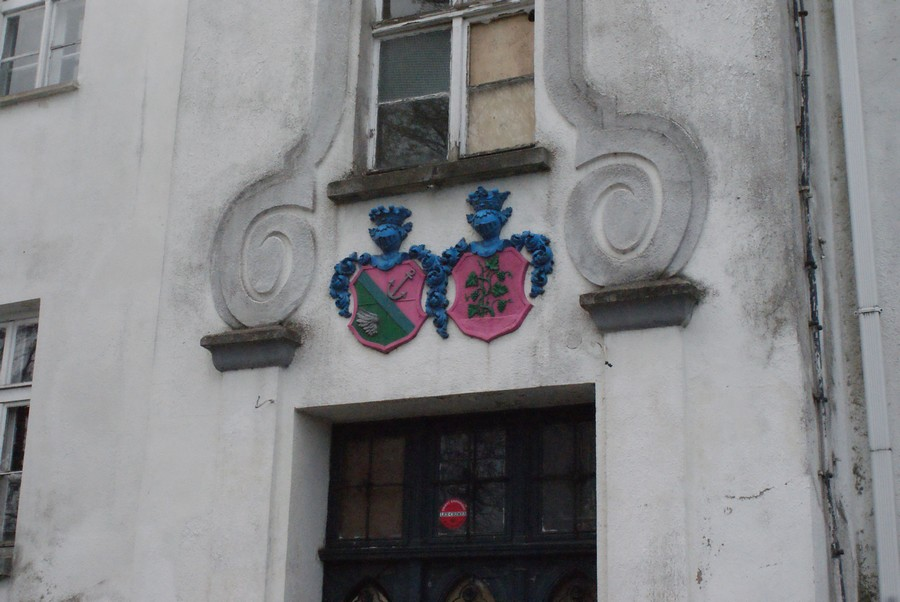
herby: Karla von Senden (po lewej) oraz Nanny von Blumenthal (po prawej)

Ponadto na liście zabytków widnieje aleja bukowa (z domieszkami klonu pospolitego, dębu szypułkowego, dębu czerwonego, 
kasztanowca białego) na odcinku Jacinki – Nacław, nr rej.: A-2047 z 30.08.2023. Pobocza obsadzone są ok. 400 bukami liczącymi około 200 lat.